# William Campbell (Vizegouverneur)
William J. Campbell (geb. vor 1880; gest. nach 1885) war ein US-amerikanischer Politiker. Zwischen 1883 und 1885 war er kommissarischer Vizegouverneur des Bundesstaates Illinois.

## Werdegang
Die Lebensdaten von William Campbell sind nicht überliefert. Auch über seinen Geburts- und Sterbeort gibt es in den Quellen keine Angaben. Sicher ist, dass er in Chicago lebte und Mitglied der Republikanischen Partei war. In den Jahren 1880 und 1888 nahm er als Delegierter an den jeweiligen Republican National Conventions teil, auf denen James A. Garfield und später Benjamin Harrison als Präsidentschaftskandidaten nominiert wurden. 1883 war er Präsident des Senats von Illinois.
Als Gouverneur Shelby Moore Cullom im Jahr 1883 in den US-Senat wechselte, wurde sein Vizegouverneur John Marshall Hamilton entsprechend der Staatsverfassung sein Nachfolger im Amt des Gouverneurs. Ebenfalls entsprechend der Verfassung rückte nun der Präsident des Staatssenats, William Campbell, zum kommissarischen Vizegouverneur auf. Er bekleidete dieses Amt zwischen dem 6. Februar 1883 und dem 30. Januar 1885. Dabei war er Stellvertreter des Gouverneurs.